# 맨체스터 코드
맨체스터 코드란 정보통신에서 디지털 인코딩의 한 형태이다. 특히, 이는 어떠한 신호를 물리 계층에서 전송할 때 쓰이는 방법이다.
맨체스터 코드에서는 하나의 비트가 전송될때, 각 비트타임의 중앙에서 전압의 전이(transition)가 발생하는게 특징이다. 그렇기 때문에 수신자는 이렇게 전달된 신호만을 보고 전송속도를 알아낼 수 있다. 이는 송신자와 수신자의 동기화를 쉽게 하며, 오류를 줄일 수 있다는 장점이 있다.
맨체스터 코드는 '1'과 '0'의 2진값 각각을 양(+)의 전압값과 부(-)의 전압값으로 변환하는 NRZ방식(또는 그 반대의 NRZI방식)으로 만들어진 신호를, 클록신호와 XOR연산하여 만들어진다. 결과적으로 '0'는 High-Low로 표현되고, '1'은 Low-High로 표현되는 (또는 그 반대의) 신호가 만들어진다. 동기화를 돕고 오류를 줄이는 장점이 있는 반면, NRZ나 NRZI로 만들어진 신호와 똑같은 정보를 보내기 위해 두 배의 대역폭을 사용해야한다는 단점이 있다.

맨체스터 코드의 예. Ethernet에서 쓰이는 방식이다.

맨체스터 코드는 이더넷과 같은 기술에 쓰이고 있다.